# Mariano Gómez Aranda
Mariano Gómez Aranda (Cuerva, 20 de abril de 1964) es un filólogo, escritor e investigador español especialista en lenguas y cultura del Oriente Próximo.

## Trayectoria
Gómez Aranda estudió en la Universidad Complutense de Madrid (UCM) y se licenció en filología Semítica en 1988 y en Filología Inglesa en 1989. También en esta universidad, UCM, se doctoró en 1992 en filología semítica. Continuó su formación durante los años 1993 y 1994 en el Colegio de la Unión Hebrea de Nueva York con una beca del Programa Fulbright, profundizando en su trayectoria docente e investigadora. Entre los años 1995 y 2002 fue profesor en Universidad de Siracusa en la sede de Madrid. Del 1997 al año 2009 fue científico en el Consejo Superior de Investigaciones Científicas (CSIC) y desde 2009 es investigador en el Instituto de Lenguas y Culturas del Mediterráneo y del Oriente Próximo del CSIC. Desde el año 2001 es profesor en la New York University en Madrid, y desde 2009 es también profesor en Vermont en el Middlebury College.
Gómez Aranda colabora en proyectos de investigación desde 1989 y desde 1998 ha dirigido cinco proyectos entre ellos el que lleva por título Patrimonio cultural escrito de los judíos en la Península ibérica. Participa como consejero en las revistas Sefarad y Miscelánea de estudios árabes y hebreos, en el consejo de redacción, y en la revista Henoch en el consejo asesor. Es director desde 2014 de la colección Estudios bíblicos, hebraicos y sefardíes del Consejo Superior de Investigaciones Científicas, y presidente de la AEEHJ, Asociación Española de Estudios Hebreos y Judíos.
Especializado textos hebreos medievales, Gómez Aranda ha escrito críticas analizando manuscritos hebreos medievales y la exégesis judía medieval. Ha estudiado la aportación de Abraham ibn Ezra sobre la interpretación en la Edad Media a la historia de las lecturas judías de la Biblia. Investigador especialista en la contribución de los judíos a la ciencia y la filosofía en el contexto intercultural medieval entre los cristianos, los árabes y los judíos.
Gómez Aranda es autor de artículos científicos publicados en revistas internacionales y nacionales, ha escrito y publicado libros tanto en colaboración con otros escritores como en solitario. Participa en congresos internacionales, universidades e instituciones culturales con ponencias, conferencias y eventos divulgativos.

## Obras seleccionadas

###### Tesis
- 1993 El comentario de Abraham Ibn Ezra al Libro del Eclesiastés[6]

###### Libros
- 2003 Sefarad científica, la visión judía de la ciencia en la edad media: Ibn Ezra, Maimónides, Zacuto. Editor Tres Cantos: Nivola, ISBN: 84-95599-61-9[7][8]
- 2004 El comentario de Abraham Ibn Ezra al Libro de Job. Editor: Consejo Superior de Investigaciones Científicas, CSIC. ISBN: 84-00-08219-2[9][10]
- 2007 Dos comentarios de Abraham Ibn Ezra al Libro de Ester. Editor: Consejo Superior de Investigaciones Científicas, CSIC. ISBN: 978-84-00-08563-6[11]

## Reconocimientos
- 1999 a 2004 presidente de la asociación española de exbecarios J. William Fulbright.
- Presidente de la Asociación Española de Estudios Hebreos y Judíos[12]